# Метимир
Метимир или Метимер (на македонска литературна норма: Метимир) е село в община Битоля на Северна Македония.

## География
Селото се намира на 25 km северозападно от Битоля на 820 m надморска височина в Бигла, в областта Гяваткол. До селото води черен път през Обедник.

## История
Народната етимология обяснява името така: селото било запалено от турски зулумаджии и селяните избягали в Свинище, а по-късно се заселили на ново място и живели в мед и мир.
В XV век в Метомир са отбелязани поименно 22 глави на домакинства. Селото се споменава в османски дефтер от 1530 година под името Меномир, хас на падишаха, със 17 ханета гяури и 6 ергени гяури. В османски данъчни регистри на немюсюлманското население от вилаета Манастир от 1611-1612 година селото е отбелязано под името Матимар с 14 джизие ханета (домакинства).
В XIX век Метимир е село в Битолска кааза на Османската империя. В „Етнография на вилаетите Адрианопол, Монастир и Салоника“, издадена в Константинопол в 1878 година и отразяваща статистиката на населението от 1873 година, Метомер (Métomer) е посочено като в каза Ресен с 12 домакинства и 30 жители българи.
„...стигнахме въ българското село Метимеръ. Тука на олтарния камъкъ забѣлѣзахъ единъ срѣдне гръцки надписъ, но по причина на тъмнината и че надписа бѣ наопаки, не можахъ да го прочета.“
Според статистиката на Васил Кънчов („Македония. Етнография и статистика“) от 1900 година Метимеръ има 100 жители, всички българи християни.
На Етнографската карта на Битолския вилает на Картографския институт в София от 1901 година Метимер е чисто влашко (цинцарско) село в Битолската каза на Битолския санджак с 25 къщи.
Цялото население на селото е под върховенството на Българската екзархия. По данни на секретаря на екзархията Димитър Мишев („La Macédoine et sa Population Chrétienne“) в 1905 година в Метимир има 160 българи екзархисти.
По време на Илинденско-Преображенското въстание селото силно пострадва, то е едно от трите села в Битолска нахия, които са напълно опожарени и разорени. Изгорени са всичките 22 къщи, убити са Диме Цветков, Търпче Наумов, Ристе Кузов и Лазо Николов, а от селската чета загиват Ристо Донев и Спиро Насев. След въстанието селото получава помощи от българския владика Григорий Пелагонийски.
Сѫщиятъ день, 15. августъ, изгориха и нашето село... Единъ день по напрѣдъ мина войска и башибозукъ и само ограби нѣкои кѫщи. Ние всички бѣхме забѣгнали и не мислѣхме, че войскитѣ на другия день пакъ ще се завърнатъ, за това нѣкои селяни бѣхме слѣзнали въ селото. Ала кога видѣхме, че съ залпове тича къмъ селото многобройна паплачъ отъ башибозукъ, иляве и войски, ние, мѫже , жени и дѣца, ударихме на бѣгъ и до дѣто се изкачимъ на планината, кѫщитѣ бидоха подпалени и изгорени. При това изгориха ни снопето и сѣното и убиха 4-ма мѫже. Ние не се върнахме въ селото цѣли 5 седмици. Всичкото това врѣме прѣкарахме въ влашкото село Гопеши. Тукъ се научихме, че въ едно сражение съ войскитѣ нашата селска чета е изгубила двѣ момчета.
По време на Първата световна война Метимер е включено в Гопешка община и има 150 жители.
Емиграцията на метимирци на печалбарство в чужбина започва още от 1890 година, когато първиче печалбари заминали за Америка. В 1925 година първите печалбари заминават за Австралия. След Втората световна война жителите на селото се изселват към Битоля и през океана в Австралия, САЩ, Канада. В 1953 година селото има 194 жители.
Според преброяването от 2002 година селото има 10 жители самоопределили се както следва:
| Националност     | Всичко |
| северномакедонци | 9      |
| албанци          | 0      |
| турци            | 0      |
| роми             | 0      |
| власи            | 0      |
| сърби            | 0      |
| бошняци          | 0      |
| други            | 1      |

В 2008 година жителите на селото са 8.